# Železniško postajališče Rakitovec
Železniško postajališče Rakitovec je eno izmed železniških postajališč v Sloveniji, ki oskrbuje bližnje naselje Rakitovec. Nahaja se v zaselku, ki formalno še vedno sodi pod Rakitovec, a je od vaškega jedra oddaljen približno 1 km proti zahodu. Na postajališču se opravlja mejna in carinska kontrola potnikov na mednarodnih vlakih, ki nadaljujejo pot na Hrvaško oz. prihajajo od tam.